# Roberto de Craon
Roberto de Craon (m. 13 de janeiro de 1147) foi o segundo Grão-Mestre dos Cavaleiros Templários, de Junho de 1136 até sua morte.
Ele nasceu por volta da virada do século XII, o mais novo dos filhos de Renaud de Craon,  sire de Craon. Fixou-se na Aquitânia e estava noivo da filha do Lorde de Angoumois, mas desistiu do casamento e viajou para a Palestina após aprender sobre a fundação da Ordem do Templo de Jerusalém.
Ele logo mostrou o seu valor militar e sua piedade e, em 1136, após a morte de Hugo de Payens, foi escolhido como o novo Grão-Mestre. Onde provou ser um brilhante organizador e legislador, e transformou a Ordem na maior força nos estados cruzados.
Em 29 de março de 1139, o papa Inocêncio II emitiu a bula Omne Datum Optimum, que isentava a Ordem de dízimos e fez independente de qualquer jurisdição eclesiástica. Todos os templários traziam uma cruz vermelha sobre uma túnica branca, que se tornou a imagem popular de um cruzado.
Era pouco hábil como líder militar. Pouco após ser eleito, derrotou Zengui o emir de Alepo e autorizou os cavaleiros a saquear o acampamento inimigo; Zengui retornou e destruiu os saqueadores desorganizados. Autorizou templários espanhóis a liderar uma expedição naval com cerca de 70 navios contra Lisboa, mas também terminou em derrota. Em 1139 os templários resistiram um exército turco numericamente superior na Batalha de Tecua, ao sul de Jerusalém, mas, perdendo metade dos seus homens. Em 1143, após longas negociações entre Raimundo Berengário IV (o Conde de Barcelona e um templário) a missão da Ordem na Península Ibérica foi definido. Segundo Guilherme de Tiro, Roberto participou do Conselho do Acre, durante a Segunda Cruzada em 1148, mas conforme o obituário de Reims, morreu em janeiro de 1147 (1149 segundo outras fontes), e foi sucedido por Everaldo de Barres, em abril daquele ano.